# Taiwankortvinge
Taiwankortvinge (Brachypteryx goodfellowi) är en nyligen urskild asiatisk fågelart i familjen flugsnappare inom ordningen tättingar. Den förekommer endast i bergsskogar på Taiwan. Beståndet anses vara livskraftigt.

## Utseende och läte
Taiwankortvingen är en färglös 13 cm lång flugsnappare, med hos hanen ett långt vitt ögonbrynsstreck. Fjäderdräkten i övrigt är olivbrun ovan med rostaktig ton på panna och övergump och rostbruna ytterkanter på vingpennorna. Undersidan är ljusare olivbrun, beige på haka och övre delen av strupen, vitaktig mitt på buken och gulbeige på undergumpen. Ögat är mörkbrunt, näbben svart och benen bruna. Honan liknar hanen men är något ljusare generellt, ögonbrynsstrecket är mycket svagare och på strupe och bröst syns ljusa fjäderspetsar. Typiska sången är en kort ramsa som inleds med en kort ton, troligen inte med säkerhet möjlig att skilja från kinesisk kortvinge.

## Utbredning och systematik
Taiwankortvingen förekommer i bergstrakter på Taiwan. Den behandlas som monotypisk, det vill säga att den inte delas in i några underarter.

### Artstatus
Taiwankortvingen kategoriserades tidigare som underart till Brachypteryx montana som då kallades blå kortvinge på svenska (numera javakortvinge). Den urskiljs dock allt oftare som egen art efter studier från 2018 som visar på tydliga genetiska skillnader mellan de nordliga asiatiska fastlandspopulationerna (cruralis och sinensis) samt den på Taiwan (goodfellowi) å ena sidan och typtaxonet montana på Java å andra sidan. Den senare står dessutom närmare både mindre kortvinge och rostbukig kortvinge. Vidare är skillnaderna stora inom den nordliga gruppen, både vad gäller läten, utseende och genetik.

## Levnadssätt
Taiwankortvingen hittas i bergsskogar på 1000–3000 meters höjd. Den föredrar tät undervegetation i högvuxen skog, framför allt i fuktiga områden intill rinnande vattendrag. Den födosöker diskret på eller nära marken, ofta i bland torra löv. Både födan och häckningsbiologin är okänd i detalj.

## Status
Taiwankortvingen har ett begränsat utbredningsområde med stabil populationsutveckling. Beståndet anses vara relativt stort, uppskattat till mellan 20 000 och 200 000 vuxna individer. Fågeln listas av internationella naturvårdsunionen IUCN som livskraftig.

## Namn
Fågelns vetenskapliga artnamn hedrar Walter Goodfellow (1866–1953), engelsk upptäcktsresande och ornitolog.